# Ferreyranthus fruticosus
Ferreyranthus fruticosus là một loài thực vật có hoa trong họ Cúc. Loài này được (Muschl.) H.Rob. mô tả khoa học đầu tiên năm 1982.